# Wim van Eek
Wilhelmus ("Wim") Martinus van Eek (Batavia, 13 maart 1893 – Zandvoort, 12 mei 1967) was een Nederlands voetballer die als doelman speelde.
In 1909 kwam Van Eek, zoon van J. W. van Eek, directeur van de opiumregie, naar Nederland. Van Eek kwam uit voor GVC uit Wageningen waarmee hij in 1911 en 1912 oostelijk kampioen werd en beide keren de finale om het landskampioenschap verloor van Sparta. Hij behoorde tot de selectie van het Nederlands voetbalelftal voor de Olympische Zomerspelen in 1912 als vervanger van Wiet Ledeboer die geblesseerd geraakt was. Nederland behaalde daar de derde plaats maar Van Eek kreeg geen bronzen medaille omdat hij niet in actie kwam tijdens de spelen. Hierna ging hij voor HFC Haarlem spelen waarmee hij het toernooi om de Zilveren Bal won. Van Eek keerde in 1915 terug naar Nederlands-Indië waar hij eerst procuratiehouder en sinds 1939 directeur was van de N.V. Koloniale Tabak Import Maatschappij v/h G. Klomp.
Piet Bouman · 
Joop Boutmy · 
Nico Bouvij · 
Jan van Breda Kolff · 
Cees ten Cate · 
Wim van Eek · 
Constant Feith · 
Gé Fortgens · 
Huug de Groot · 
Just Göbel · 
Felix von Heijden · 
Martien Houtkooper · 
Bok de Korver · 
Dirk Lotsij · 
Dolf van der Nagel · 
Jan van der Sluis · 
Jan Vos · 
David Wijnveldt · 
Nico de Wolf · 
Coach: Edgar Chadwick